# (5750) Kandatai
(5750) Kandatai es un asteroide perteneciente al cinturón de asteroides descubierto el 11 de abril de 1991 por Atsushi Takahashi y el también astrónomo Kazuro Watanabe desde el Observatorio de Kitami, Hokkaidō, Japón.

## Designación y nombre
Designado provisionalmente como 1991 GG1. Fue nombrado Kandatai en homenaje a Tai Kanda, miembro del personal del Observatorio Astronómico Nacional de Japón que trabaja para la División de Servicio Público y como editor de Rika Nenpyo (Tablas de Ciencias Cronológicas), publicado por el Observatorio. Creció en una familia de astrónomos siendo hijo de Kiyoshi Kanda y sobrino de Shigera Kanda.

## Características orbitales
Kandatai está situado a una distancia media del Sol de 2,988 ua, pudiendo alejarse hasta 3,148 ua y acercarse hasta 2,828 ua. Su excentricidad es 0,053 y la inclinación orbital 9,892 grados. Emplea 1886,58 días en completar una órbita alrededor del Sol.

## Características físicas
La magnitud absoluta de Kandatai es 12. Tiene 13,04 km de diámetro y su albedo se estima en 0,212. 